# Acontia sphendonistis
Acontia sphendonistis is een vlinder van de familie van de uilen (Noctuidae). De wetenschappelijke naam van deze soort is voor het eerst voorgesteld als Tarache sphendonistis door George Francis Hampson in een publicatie uit 1902.
De soort komt voor in Zuid-Afrika en Lesotho.